# Samia Abbou
Pour les articles homonymes, voir Abbou.
Samia Abbou (arabe : سامية عبو), née Samia Hammouda (arabe : سامية حمودة) le 3 novembre 1965 à Tebourba, est une avocate et femme politique tunisienne.

## Biographie
Elle effectue ses études primaires et secondaires à Tebourba, pour ensuite intégrer la faculté de droit et des sciences politiques de Tunis jusqu’à y obtenir son diplôme d'études approfondies en 2010.
Elle figure parmi les membres fondateurs du Conseil national pour les libertés en Tunisie et rejoint le Congrès pour la République en 2006.
Membre de l'assemblée constituante, en remplacement de Moncef Marzouki, à partir du 27 décembre 2011.
Elle quitte le Congrès pour la République en 2013 et rejoint le Courant démocrate, sous les couleurs duquel elle est élue à l'Assemblée des représentants du peuple lors des élections du 26 octobre 2014 avec 5 404 suffrages.
En 2014, elle est décorée des insignes de chevalier de l'Ordre tunisien du Mérite.
Elle est réélue députée pour une deuxième législature lors des élections législatives de 2019.
À partir du 23 octobre 2021, Samia Abbou exerce la fonction de présidente du conseil national de son parti, le Courant démocrate.

## Vie privée
Mariée à Mohamed Abbou, avocat et homme politique très actif, ils sont les parents de trois enfants.